# Ernst Bartmann
Ernst Bartmann (* 1976 in München) ist ein deutscher Kirchenmusiker, Organist und Komponist.

## Leben
Ernst Bartmann absolvierte sein Abitur 1995 am Gymnasium Dorfen. Anschließend studierte er Kirchenmusik (Schwerpunkte Orgel und Chorleitung), Musikleitung und Komposition am Mozarteum in Salzburg.

## Wirken
Bartmann ist seit 1994 als Kirchenmusiker in der Pfarrei Maria Dorfen tätig. Daneben leitet er auch den Männerchor in seiner Heimatstadt Dorfen, mit dem er 2002 den Tassilo-Preis der Süddeutschen Zeitung für die Aufführung der Antigone von Felix Mendelssohn Bartholdy gewann.
Überregionale Bekanntheit erlangte er auch mit dem Projekt Opera Incognita, bei dem er seit der Gründung 2005 als musikalischer Leiter fungiert. Die Opera Incognita führt Opern, Operetten und Musicals in München und im Jakobmayer in Dorfen auf, häufig an ungewöhnlichen Spielorten wie dem Müllerschen Volksbad, dem Staatlichen Museum Ägyptischer Kunst oder der Ludwig-Maximilians-Universität.
2023 inszenierten Ernst Bartmann und Andreas Wiedermann die Freiluft-Musiktheater-Produktion Faust in Dorfen am Unteren Markt anlässlich des von der Stadt Dorfen gefeierten 1250. Stadtjubiläums.
Die Produktion mit 200 Mitwirkenden und Gesamtkosten von 343.000 € wurde mit 79.000 € aus dem Kulturfonds Bayern gefördert.

## Werke
- Ernst Bartmann, Manuel de Roo, Josef Irgmaier: New Sounds Cookbook. 36 Stücke für variable Ensembles. G. Ricordi & Co. Bühnen- und Musikverlag, München 2006, ISBN 978-3-938809-12-9.

## Auszeichnungen
- 1999: 2. Preis beim Internationalen Orgelwettbewerb in Borca di Cadore[3]
- 2001: 1. Preis beim Internationalen Orgelwettbewerb in Kaltern[3]
- 2002: Würdigungspreis des Bundesministeriums für Bildung, Wissenschaft und Kultur der Republik Österreich[3]
- 2002: 3. Preis des Tassilo-Preises der Süddeutschen Zeitung, für die Antigone-Aufführung mit dem Männerchor Dorfen[3]
- 2006: Jahresstipendium Musik des Landes Salzburg[3]
- 2007: Deutscher Musikeditionspreis, für New Sounds Cookbook mit Manuel de Roo, Josef Irgmaier[13][5]
- 2008: Kulturpreis des Landkreises Erding[4][5]
- 2018: Kulturpreis der Stadt Dorfen[5]